# Tirli
Tirli est une frazione située sur la commune de Castiglione della Pescaia, province de Grosseto, en Toscane, Italie. Au moment du recensement de 2011 sa population était de 255 habitants.

## Géographie
Le hameau est situé sur le versant nord de Poggio Ballone (it), en la Maremme grossetaine, à 28 km de la ville de Grosseto.

## Monuments
- Église Sant'Andrea Apostolo (XVIIe siècle)
- Ermitage de Malavalle, situé dans les bois près du village, il a été construit entre 1230 et 1249 comme sanctuaire à l'endroit où a été enterré Guillaume de Malavalle
- Ermitage de Sant'Anna (XVIIe siècle)
- Palazzo Pretorio (XVIIIe siècle)